# 安達祐実
安達 祐実（あだち ゆみ、1981年〈昭和56年〉9月14日 - ）は、日本の女優、タレント。東京都出身。サンミュージックプロダクションに30年所属していたが、2021年11月に退所し、独立。2021年12月1日からはマネージャーと設立した個人事務所IMILIMIに所属。安達有里は実母。安達哲朗は実兄、安達大は異父弟。

## 来歴

### 子役時代
2歳時に子育て雑誌でモデルデビュー、本人曰く「気がついたら芸能界にいた」とのこと。子役時代初期は東京児童劇団、スペースクラフトジュニアに所属し、CMなどで活躍。同年代の芸能人と比較して芸歴が長く、本人曰く「ウッチャンナンチャン、TM NETWORKは同期」である。
1990年ドラマ『自由の丘に私が残った』で女優デビュー。翌年NHKの単発ドラマ『秋桜-COSMOS-』に出演し、父親役だった柴田恭兵から「これから素敵な女優さんになるんだよ」と言葉をかけられ、女優としての意識が芽生える。
1991年、テレビCM「ハウス食品・咖喱工房」で注目を集め、「具が大きい」のフレーズは流行語にもなった。以後、女優としての道を歩む。
1993年、『REX 恐竜物語』で映画デビュー。初映画にして主演を務め、日本アカデミー賞新人俳優賞を受賞する。
1994年、テレビドラマ『家なき子』で主人公の相沢すず役を演じ、一躍脚光を浴びる。同作品は最高視聴率37.2%を記録し、すずの台詞である「同情するならカネをくれ」は新語・流行語大賞にも選ばれるなど社会現象となった。話題作のため『家なき子』の放送直後、『家なき子アゲイン』でダイジェスト版が放送、その後も劇場版『家なき子』、『家なき子2』などシリーズとなった。また、『家なき子2』では『家なき子』に続き、最高視聴率31.5％を記録した。
この作品で日本アカデミー賞優秀主演女優賞を受賞する。
1997年、ドラマ『ガラスの仮面』で主演を務める。中学・高校は仕事三昧の日々。マンガ原作者の美内すずえに直々に指名され、主人公の北島マヤに選ばれる。再現の高さで話題を呼び、ガラスの仮面、ガラスの仮面2、ガラスの仮面SPなどシリーズになった。

### 俳優時代
1999年、18歳のとき大河ドラマ『元禄繚乱』で主人公の妾役を演じ、初めての女らしい役を演じた。
2003年、21歳のときドラマ『大奥』出演。その後、舞台にも出演。ここで林徹監督に出会い、「女優として仕事を続けていきたい」と思うようになった。
2010年、昼ドラ『娼婦と淑女』主演。
2014年、『花宵道中』で20年ぶりに映画主演を果たした。
2020年、ドラマ『捨ててよ、安達さん。』で本人役で10年ぶりにテレビドラマ主演を務める。
2020年12月、アパレルブランド「虜」をプロデュース、新作コレクションを発表した。
2021年10月4日、11月末を以って所属するサンミュージックを退社することを発表。
2022年、『カムカムエヴリバディ』で25年ぶりに朝ドラ出演。同年にはコスメブランド「Upt」を立ち上げる。

## 人物・エピソード
- 1994年12月20日に日本テレビに郵送された「安達祐実」宛の郵便物が爆発して、サンミュージック関連会社の社員ら3人が重軽傷を負う事件が発生した（日本テレビ郵便爆弾事件）。この時、安達に怪我は無かった。
- 2007年1月には全国理容連合会が主催する『第2回さわやかヘアスタイル大賞』を室伏広治、木村遼希と共に受賞した。
- 1997年と1998年に放送されたテレビドラマ『ガラスの仮面』では、原作者の美内すずえから直々に指名されて主人公北島マヤを演じた。
- 高校時代の同級生には元大阪近鉄バファローズの岩隈久志、佐藤江梨子、中村勘九郎がいる。
- 2020年4月23日発売の女性ファッション誌『CanCam』6月号（小学館）の表紙モデルに起用され、1982年に創刊された同誌史上最年長のカバーモデルとなった。

### 子役時代
- 初恋の相手はAD。恋してしばらくした頃、帰宅すると家にその彼がおり「おかえり」と言われ、母からの「今日からこの人がお父さんよ」という一言により失恋したことを悟った[10]。
- 天才子役と言われていたことに対して、本人は「天才じゃないのは自分が一番わかっていた。いつ『こいつ天才じゃない』ってバレるんだろうって」と後に語っている[11]。
- 中学生の頃は、毎日ファンレターが100通以上届くほど人気だったが、なかにはカッターや爆発物が届くなど陰湿なものもあった。また、『家なき子』で演じていた役が貧乏な少女だったため事務所にお金が送られてきたこともあったという[12]。
- 『家なき子』等に出演していた中学時代、実生活でも陰湿かつ性的な嫌がらせを伴う苛めに遭い引きこもりになった。本人曰く、「スカートめくりなんてレベルじゃなく痴漢」。いじめの内容もドラマの筋を追うように陰湿で、上履きを花壇に埋められたり、体操着を切り刻まれたり、石を投げられるなどされたという。耐えかねていじめの相手を睨み付けた際にも、「あのセリフを言うの？『同情するなら金をくれ』って」と煽られ、非常に苦々しい思いをしたとのこと。学校内だけでなく、外でも通行人から「生で見るとブスだな」と罵られた事もあるという[13]。
- 「私の存在価値が演技することによってしか生まれないと思っていたので必死で。私は演技をしっかりするから愛されるんだって。仕事がなくなったら死ぬって、本気で思っていましたからね。 」と語っている。
- 自身の陰鬱とした子役経験から、同じく子役から活躍している芦田愛菜をとても気にかけており[14]、『メレンゲの気持ち』で初対面した際には「ずっとテレビに出てるけど、大丈夫？」と声をかけた。しかし、芦田が高校生になり安達と再度共演した際には「こんなにまっすぐ健やかで聡明な優しい大人になっているなんて！と思って驚愕、感動しています。とても素敵です！」と芦田をべた褒めしている[15]。

### 私生活
- 2005年9月14日、自身の24歳の誕生日にスピードワゴンの井戸田潤と結婚。同日2人で結婚会見を行い、安達が妊娠2か月であること、同年4月下旬に知り合ったことなどを明かした[16]。2006年4月に第1子となる女児を出産したが、2009年1月8日に離婚。翌日に双方の所属事務所が発表した。長女の親権は安達が持ち、井戸田が養育費を支払うことで合意した。慰謝料はない[17]。
- 2014年11月13日、写真集の撮影の仕事が切っ掛けで交際した[18]カメラマンの桑島智輝と再婚[19][20]。2016年7月29日に第2子となる男児の出産を発表したが[21]、2023年12月28日に自身のInstagramを通じ、離婚したことを報告した[22]。

## 受賞歴
1993年
- 第17回日本アカデミー賞 新人俳優賞（REX恐竜物語）[23]

1994年
- 第18回日本アカデミー賞 主演女優賞（『家なき子』）[24]
- 第1回ザテレビジョンドラマアカデミー賞 主演女優賞第１位（『家なき子』）[25]
- 第32回ゴールデン・アロー賞 放送賞

1995年
・第5回ザテレビジョンドラマアカデミー賞 主演女優賞第2位（『家なき子』）
1997年
・第14回ザテレビジョンドラマアカデミー賞 主演女優賞第３位（『ガラスの仮面』）
2015年
- THE BEAUTY WEEK AWARD 2015 ザ・ベスト・オブ・ビューティー（ショートヘア部門）

2019年
- 第100回ザテレビジョンドラマアカデミー賞 助演女優賞第3位（『初めて恋をした日に読む話』）

2024年
- 第78回毎日映画コンクール助演女優賞ノミネート（『春画先生』）
- SEVEN HEARTS 演劇大賞2023 優秀賞受賞(『綿子はもつれる』）
- 2025年
- 第122回ザテレビジョンドラマアカデミー賞 主演女優賞第5位 （読者票・審査員票）(NHK「3000万」)

## 出演
※太字表記は主要キャスト

### テレビドラマ
- 自由の丘に私が残った（1990年5月10日 - 31日、テレビ朝日） - 7歳の御子柴康子 ※ドラマ初出演作
- 世にも奇妙な物語（フジテレビ）
  - 第2シーズン「真夜中」（1991年3月21日） - 吉田加代子
  - 世にも奇妙な物語'97春の特別編「史上最強の転校生」（1997年3月31日） - 主演・太田咲子
- 連続テレビ小説（NHK総合）
  - 君の名は 第82・86・90話（1991年4月1日 - 1992年4月4日） - きし子
  - ひまわり（1996年4月1日 - 10月5日） - 西村瑞穂
  - カムカムエヴリバディ（2021年12月- 2022年4月） - 美咲すみれ [26]
- 土曜ワイド劇場「スターダスト殺人物語」（1991年6月29日、テレビ朝日） ※単発
- NHKスペシャル ニューウェーブ・ドラマ「秋桜-COSMOS-」（1991年8月2日、NHK総合） - 神林小枝[27] ※単発
- 続・蒲田行進曲 銀ちゃんが行く（1991年12月30日、TBS「年末ドラマスペシャル」） - ルリ子 ※単発
- 素敵な恋をしてみたい 第1回「学級会」（1992年1月14日、TBS） - 主演・上原[注 1] ※単発
- HOTEL2 第7話（1992年2月20日、TBS） - ハルミ
- 学校があぶない（1992年8月4日 - 9月22日、TBS） - 朝倉真美 ※連続ドラマ初レギュラー
- わがままな女たち 第6話（1992年11月、フジテレビ「木曜劇場」） - 勝又ハナ
- ギミア・ぶれいく「藤子不二雄Ⓐの笑ゥせぇるすまん実写版 夢に追われる男」（1992年9月15日、TBS） ※単発
- 危険な微笑 〜にっちもさっちもどうにもブルドッグ状態〜（1992年10月2日、TBS） - 上坂ゆかり ※単発
- ドラマシティ（よみうりテレビ） ※単発
  - ドラマシティ'92「東京CARDウォーズ 正しく使えば恐くない」（1992年12月17日） - 黒木祐実
  - ドラマシティ'93「あの頃のあなたへ〜アンドロイドは電気仕掛けの恋をするのか〜」（1993年3月4日） - 川島沙也香
- 大河ドラマ（NHK総合）
  - 琉球の風 第4・5話（1993年） - 清水美矢
  - 元禄繚乱（1999年） - お軽
  - べらぼう〜蔦重栄華乃夢噺〜（2025年） - りつ[28]
- ひとつ屋根の下 第9話（1993年6月7日、フジテレビ） - 中川恵
  - ひとつ屋根の下2（1997年、フジテレビ）
- ドラマスペシャル「それぞれの帰郷」（1993年10月10日、TBS） - 河野香織 ※単発
- 愛してるよ!（1993年10月11日 - 12月17日、テレビ朝日） - 森井恵
- 嘘でもいいから 第1話（1993年10月23日、よみうりテレビ） - 天子 （少女期）
- 火曜ワイドスペシャル キテレツ!笑う遊園地「東京ラブストーリーJr.」（1993年5月4日、フジテレビ） - 主演・赤名リカ [注 2] ※単発
- 課長・島耕作シリーズ 1-4（1993 - 1998年、フジテレビ） - 中川奈美
- 湯けむり女子大生騒動 第3話（1994年2月、朝日放送） - アミ
- 家なき子（1994年4月16日 - 7月2日、日本テレビ） - 主演・相沢すず ※連続ドラマ初主演
  - 家なき子2（1995年4月15日 - 7月8日、日本テレビ） - 同上
- 私、味方です 第5話（1995年2月5日、TBS） - 小坂里佳
- お正月スペシャル「サザエさん5（1995年1月6日、フジテレビ） - 山吹みゆき
- ドラマ特別企画 愛と感動のドキュメント「さっちゃんウソついてごめんネ」（1995年9月29日、TBS） - 主演・内田幸代 ※単発
- 木曜の怪談「ゴーストハンター早紀」（1996年1月11日 - 3月14日、フジテレビ） - 主演・安部早紀
- 聖龍伝説 LEGEND of St.DRAGON（1996年10月19日 - 12月21日、日本テレビ） - 主演・冴木聖羅／藍羅（二役）
- パパが消えた日（1996年、フジテレビ） - 娘 ※単発
- 日本一短い「母」への手紙3「卒業式」（1996年4月5日、日本テレビ） - 主演・田中弥生 ※単発
- 爆笑オムニバスドラマ「チョベリバ!わが人生最悪の日」 第1話「二十歳の憂鬱」（1996年10月2日、日本テレビ） - 主演・久美子 ※単発
- ガラスの仮面（1997年7月7日 - 9月15日、テレビ朝日） - 主演・北島マヤ
  - ガラスの仮面2（1998年4月15日 - 9月29日） 同上
  - ガラスの仮面 完結編スペシャル（1999年9月30日） 同上
- クリスマス・ドラマスペシャル「サンタが殺しにやって来た2」（1997年12月23日、関西テレビ） - 主演・智美 ※単発
- 日本テレビ開局45周年記念ドラマ 新春SP「嫁とり婿とり大騒動」（1998年1月6日、日本テレビ） ※単発
- 月曜ドラマスペシャル「警部補 坪内直哉〜父と娘の事件簿〜」（1998年2月23日、TBS） - 娘・坪内奈美子 役 ※単発
- 青い鳥症候群（1999年10月16日 - 12月11日、テレビ朝日） - 主演・二宮杏奈
- シンデレラは眠らない（2000年1月10日 - 3月6日、よみうりテレビ） - 岡田都
- 史上最悪のデート 最終話「史上最悪の片思い」（2001年4月29日、日本テレビ） - アイコ
- グッド★コンビネーション（2001年1月8日 - 12日、NHK BS2「BSドラマアベニュー」/2001年6月12日 - 7月10日、NHK総合「ドラマDモード」） - 吉川ひとみ
- フードファイトスペシャル 〜香港死闘篇〜（2001年9月29日、日本テレビ） - 周鈴（チャウレイ） ※単発
- 明治生命120周年スペシャルドラマ「夏休みのサンタさん」（2001年9月4日、日本テレビ） ※単発
- 伝説のワニ ジェイク 第23話（2001年12月9日、テレビ東京） - ピセット・キムスール
- 月曜ミステリー劇場「弁護士高見沢響子5」（2002年5月6日、TBS） - 滝川舞 ※単発
- 内田春菊の連続女優殺人事件（2002年1月、日本テレビ「D-TODAY」） - 安達祐実（本人役）
- 盤嶽の一生 第2話「絵図面の謎」（2002年3月12日、フジテレビ） - 千恵
- 浅見光彦シリーズ14「黄金の石橋」（2002年4月12日、フジテレビ） - ヒロイン・緩鹿智美 役
- ナースのお仕事4（2002年7月2日 - 9月24日、フジテレビ） - 河合ひろみ
- 大奥 第4話 - 最終話（2003年6月24日 - 8月19日、フジテレビ） - 和宮
- ちょっと待って、神様（2004年1月5日 - 2月5日、NHK総合） - 笠間米子
- ドールハウス〜特命女性捜査班〜（2004年1月15日 - 3月18日、TBS） - 主演・綾小路ミカ（松下由樹とダブル主演）[29][30]
- よい子の味方（2004年6月7日 - 7月16日、TBS） - 主演・白倉ナオミ
- 慶次郎縁側日記（NHK総合） - ヒロイン・森口（神山）皐月 ※ナレーション兼任
  - 第1シリーズ（2004年8月27日 - 10月29日）
  - 第2シリーズ（2005年10月7日 - 12月9日）
  - 第3シリーズ（2006年10月12日 - 12月21日）
- 女と愛とミステリー「八木沢警部補事件帖 古都奈良殺人ライン」（2004年5月、テレビ東京） - 広崎明日香 ※単発
- 金曜エンタテイメント「積木くずし真相 〜あの家族、その後の悲劇〜」前編（2005年9月2日、フジテレビ） - 稲場朋美
  - プレミアムステージ「積木くずし真相 〜あの家族、その後の悲劇〜」後編（2005年9月3日、フジテレビ） - 同上
- 密命 寒月霞斬り（2008年4月18日 - 6月13日、テレビ東京） - お杏
- 芸術祭参加ドラマ「シュラバッ!〜女の秘密と遺産バトル〜」（2008年10月4日、TBS） - 松本カンナ
- 萬屋長兵衛の隅田川事件ファイル 全2作（2008年11月17日・2010年2月15日、TBS） - 橘美鈴
- 特命係長 只野仁 4thシーズン 第36話（2009年2月12日、テレビ朝日） - 片桐楓
- 遺品の声を聴く男（2009年5月16日、テレビ朝日） - 野村真紀 ※単発
- 帝王（2009年7月10日 - 9月11日、毎日放送「金曜ナイト劇場」 / 7月15日 - 9月16日、TBS） - 永本絵里
- 水戸黄門 第40部 第2話「好色強欲の悪党ども!・日光」（2009年8月3日、TBS「パナソニック ドラマシアター」）
- ドクター小石の事件カルテ6（2009年11月6日、フジテレビ） - 藍田美鈴 ※単発
- 古代少女ドグちゃん 第7話（2009年11月18日、毎日放送） - イリヤ
- 娼婦と淑女（2010年4月5日 - 7月2日、東海テレビ） - 主演・山田紅子／清瀬凛子（二役）
- 警部補・佐々木丈太郎（2010年8月13日、フジテレビ） - 長谷川季子 ※単発
- 火災調査官・紅蓮次郎11（2010年11月20日、テレビ朝日） - 原田星子 ※単発
- 狩矢警部シリーズ9（2010年11月15日、TBS） - 薬師寺小夜 ※単発
- 名前をなくした女神 第1話・第2話・第10話（2011年4月12日・19日・6月14日、フジテレビ） - 深沢雅美
- 最後の晩餐 〜刑事・遠野一行と七人の容疑者〜（2011年5月14日、テレビ朝日） - 島村ひとみ ※単発
- 世直し公務員 ザ・公証人9 - 11（2011年6月13日 - 2014年4月14日、TBS） - 米倉環
- 東野圭吾3週連続スペシャル「11文字の殺人」（2011年6月10日、フジテレビ） - 春村志津子 ※単発
- 赤い霊柩車シリーズ28（2011年10月7日、フジテレビ） - 親王寺美知子 ※単発
- 俺の空 刑事編 第5話（2011年11月13日、テレビ朝日「日曜ナイトプレミア」） - 西園寺エミル
- クルマのふたり〜TOKYO DRIVE STORIES 第9話「プリティー・ウーマン」（2012年2月18日、TwellV） - 主演・沢村梓
- 鑑識特捜班・九条礼子〜骨を知る女〜 全3作（2012年2月22日・10月3日・2014年4月16日、テレビ東京） - 霧島まどか 役
- 家族レッスン 第4話「まんがまま」（2012年3月29日、朝日放送） - 主演・ユキ
- 100の資格を持つ女〜ふたりのバツイチ殺人捜査〜6（2012年6月16日、朝日放送） - 北村真由子 ※単発
- 鬼刑事 米田耕作 〜銀行員連続殺人の罠〜（2012年2月3日、フジテレビ） - 中野麻衣 ※単発
- 主に泣いてます（2012年7月7日 - 9月8日、フジテレビ「土ドラ」） - 青山由紀子
- 所轄刑事7（2012年7月27日、フジテレビ） - 和泉薫 ※単発
- 十津川警部シリーズ48（2012年10月22日、TBS） - 岡部ちづる ※単発
- ホリック〜xxxHOLiC〜（2013年2月24日 - 4月14日、WOWOW） - 女郎蜘蛛
- 救急救命士・牧田さおり9（2013年2月23日、テレビ朝日） - 飯島あかね ※単発
- 都市伝説の女 Part2 第5話「トイレの花子さん編」（2013年11月8日、テレビ朝日） - 戸島優奈
- 海の上の診療所 第5話（2013年11月11日、フジテレビ） - 上村絵里子
- 捜査検事・近松茂道14（2013年11月27日、テレビ東京） - 石森温子 ※単発
- 緊急取調室 第3話（2014年1月23日、テレビ朝日） - 佐原利香 [31]
- 明日、ママがいない 第7話（2014年2月26日、日本テレビ「水曜ドラマ」） - 朝倉瞳[32]
- トクボウ 警察庁特殊防犯課（2014年4月3日 - 6月26日、読売テレビ） - 叶美由紀[33][34]
- 魔性の群像 刑事・森崎慎平シリーズ2・3（2014年6月30日・2015年11月9日、TBS） - 松島杏 役
- 匿名探偵 第7話（2014年8月22日、テレビ朝日） - 鈴原小百合
- 科捜研の女 第14シリーズ 第4話（2014年11月6日、テレビ朝日） - 長岡雅
- 女はそれを許さない 第8話（2014年12月9日、TBS） - 野村涼子
- マザー・ゲーム〜彼女たちの階級〜（2015年4月14日 - 6月16日、TBS） - 後藤みどり[35]
- 37.5℃の涙 第2話（2015年7月16日、TBS「木曜ドラマ劇場」） - 佐々木真理恵
- 金曜プレミアム「浅見光彦シリーズ52 神苦楽島」（2015年9月4日、フジテレビ） - ヒロイン・松雪真弓 ※単発
- 湯けむりバスツアー 桜庭さやかの事件簿6（2015年9月14日、TBS） - 加々見(青柳)麻莉 ※単発
- デザイナーベイビー -速水刑事、産休前の難事件-（2015年9月22日 - 11月10日、NHK総合） - 近森優子
- 警視庁ゼロ係〜生活安全課なんでも相談室〜シリーズ（テレビ東京） - 本条靖子[36]
  - 警視庁ゼロ係〜生活安全課なんでも相談室〜（2016年1月15日 - 2月26日）
  - 警視庁ゼロ係〜生活安全課なんでも相談室〜 SECOND SEASON（2017年7月21日 - 9月15日）[37]
  - 警視庁ゼロ係〜生活安全課なんでも相談室〜 THIRD SEASON（2018年7月20日 - 9月14日）[38]
  - 警視庁ゼロ係〜生活安全課なんでも相談室〜 SEASON 4（2019年7月19日 - 9月6日）[39]
  - 警視庁ゼロ係〜生活安全課なんでも相談室〜 出張捜査スペシャル（2021年1月25日）
  - 警視庁ゼロ係〜生活保安課なんでも相談室〜 SEASON 5（2021年4月30日 - 7月2日）[40]
  - 警視庁ゼロ係〜生活安全課なんでも相談室〜愛と涙のさよならスペシャル!さらば冬彦…最後の事件!（2022年11月17日）
- NHK正月時代劇「吉原裏同心〜新春吉原の大火〜」（2016年1月3日、NHK総合） - 香瀬川太夫[41]
- 相棒 season15 第7話（2016年11月23日、テレビ朝日） - 高木美奈子[42]
- PTAグランパ!（2017年4月2日 - 5月21日、NHK BSP） - ヒロイン・内田順子[43]
  - PTAグランパ2!（2018年4月8日 - 5月27日）[44] ヒロイン・内田順子
- 女囚セブン（2017年4月21日 - 6月9日、テレビ朝日） - 坂本奈津[45]
- フリンジマン〜愛人の作り方教えます〜 第6話（2017年11月12日、テレビ東京） - 矢村美紗 [46]
- 男の操（2017年11月12日 - 12月24日） - 深情マリ[47]
- 99.9-刑事専門弁護士- SEASONⅡ 第3話（2018年1月28日、TBS「日曜劇場」） - 石川敦子
- リピート〜運命を変える10か月〜（2018年1月11日 - 3月15日、読売テレビ） - 大森知恵[48]
- 海月姫 第5話・最終話（2018年2月12日・3月19日、フジテレビ） - ノムさん[49]
- 警視庁・捜査一課長 season3（2018年4月12日 - 6月14日、テレビ朝日） - 谷中萌奈佳[50]
- 健康で文化的な最低限度の生活 第4話 （2018年8月7日、関西テレビ） - 岩佐朋美[51]
- リーガルV〜元弁護士・小鳥遊翔子〜（2018年10月11日 - 12月13日、テレビ朝日） - 伊藤理恵 [52]
- 初めて恋をした日に読む話（2019年1月15日 - 3月17日、TBS） - 松岡美和
- 家政夫のミタゾノ 第3シリーズ 第5話（2019年5月17日、テレビ朝日） ‐ 筧真子／梅小路真奈美 (二役）
- 死役所 第9話、最終話（2019年12月11日、18日、テレビ東京） - 市村幸子[53]
- 捨ててよ、安達さん。（2020年4月18日 - 7月4日、テレビ東京「ドラマ25」） - 主演・安達祐実（本人役）[54]
- ヴィレヴァン2! 〜七人のお侍編〜（2020年10月 - 12月、メ〜テレ） - 平和（たいらやまと）
- 東京デザインが生まれる日（2020年12月3日 - 24日、テレビ東京「水ドラ25」） - ナレーション／第4話 主演
- 黒革の手帖〜拐帯行〜（2021年1月7日、テレビ朝日） - 板橋レイナ[55] ※単発
- にじいろカルテ（2021年1月21日 - 3月18日、テレビ朝日） - 橙田雪乃 [56]
- 純喫茶に恋をして 第15話（2021年3月、フジテレビ） - 喫茶店「ウィーン」のママ
- 神木隆之介の撮休 第1話（2022年1月7日、WOWOWプライム） - 安達祐実（本人役）
- ザ・トラベルナース（2022年10月20日 - 12月8日、テレビ朝日） - 金谷吉子 [57][58]
  - ザ・トラベルナース（2024年10月17日 - 12月19日、テレビ朝日）[59]
- 超特急、地球を救え。 第3話（2022年9月21日、テレビ東京） - 安達祐実（本人役）[60]
- スタンドUPスタート（2023年1月18日 - 3月23日、フジテレビ） - 音野奈緒[61]
- 星降る夜に 第3話 - 最終話（2023年1月31日 - 3月14日、テレビ朝日） - 佐々木彩子[62]
- 月食の夜は（2023年3月25日、NHK総合） - 岸本美代子[63]
- Dr.チョコレート（2023年4月22日 - 6月24日、日本テレビ「土曜ドラマ」） - 寺島葵[64]
- 大奥 Season2「医療編」（2023年10月3日 - 31日、NHK総合・BSP→BSP4K） - 松平定信 [65][66]
- うちの弁護士は手がかかる（2023年10月13日 - 12月22日、フジテレビ） - 安藤カオリ[67]
- パティスリーMON（2024年1月11日 - 3月28日、テレビ東京） - 加瀬かな子[68]
- 藤子・F・不二雄 SF短編ドラマ シーズン2「マイシェルター」（2024年4月14日、NHK BS）[69]
- ビリオン×スクール（2024年7月5日 - 9月13日、フジテレビ） - ティーチ[70]
- 3000万（2024年10月5日 - 11月23日、NHK総合・BSP4K） - 主演・佐々木祐子[71][72]
- ディアマイベイビー〜私があなたを支配するまで〜 第1話（2025年4月5日、テレビ東京） - 垣内麗奈（特別出演） ※カメオ出演[73]（特別出演）
- 災 第1話（2025年4月6日、WOWOW）- 道子 [74]
- 夫よ、死んでくれないか（2025年4月7日 -  6月23日、テレビ東京） - 主演・甲本麻矢（相武紗季、磯山さやかとトリプル主演）[75]
- 誘拐の日（2025年7月8日 - 、テレビ朝日） - 新庄汐里 役[76]

### Webドラマ
- 東京ヴァンパイアホテル（2017年、Amazon Prime Video） - 女帝／姫 （二役）
- FODオリジナルドラマ（FOD）
  - 不倫食堂 第1話（2018年3月7日） - 綾乃[77]
  - 愛してるって、言いたい（2024年3月15日 - 5月10日） - 主演・上田樹[78][注 3]
- ミス・シャーロック/Miss Sherlock 第4話（2018年4月27日配信開始、Hulu・HBOアジア） - 若杉さくら[80]
- 息をひそめて（2021年 Huluオリジナルドラマ）
- ロバート秋山のクリエイターズ・ファイル GOLD 第2話（2021年、Netflix） - 安達祐実（本人役）
- 湯あがりスケッチ 第2話（2022年2月10日、ひかりTV） - 長峰静音[81]
- トップギフト（2022年（全11話）、LINE NEWS VISION） - 山下千尋
- 【推しの子】（2024年11月28日 - 12月5日、Amazon Prime Video） - 吉祥寺頼子[82]

### 映画
- REX 恐竜物語（1993年7月3日公開、松竹） - 主演・立野千恵
- ヒーローインタビュー（1994年9月3日公開、東宝） - 轟球子
- 家なき子（1994年12月17日公開、東宝） - 主演・相沢すず
- お墓がない!（1998年2月7日公開、松竹） - 一風弓
- 稚内発 学び座 〜ソーランの歌が聞こえる〜（1999年、監督：斎藤耕一、キネマ東京） - 恵美
- 伝説のワニ ジェイク（2002年、監督：犬童一心、スローラーナー＝ジェイク パートナーズ） - ピセット・キムスール ※テレビドラマの劇場公開版
- LOFT ロフト（2006年9月9日公開、ファントム・フィルム） - 亜矢
- 幼獣マメシバ（2009年6月13日公開、AMGエンタテインメント） - 巻可蓮
- TOKYOてやんでぃ（2013年2月23日公開、アイエス・フィールド） - 席亭（友情出演）
- 野のなななのか（2014年5月17日公開、PSC[注 4] / TME[注 5]） - 山中綾野
- 花宵道中（2014年11月8日公開、東京テアトル） - 主演・朝霧
- 映画 ST 赤と白の捜査ファイル（2015年1月10日公開、東宝） - 堂島菜緒美
- 王妃の館（2015年4月25日公開、東映） - ミチル
- TOKYOデシベル（2017年5月20日公開、原作・脚本・監督：辻仁成、タイタン） - 溝口フミ
- ウスケボーイズ（2018年10月20日公開、カートエンターテイメント） - 稲田美樹
- ＃ハンド全力（2020年7月31日公開、イオンエンターテイメント/エレファントハウス/ラビットハウス） - 市川[83][注 6]
- リトル・サブカル・ウォーズ 〜ヴィレヴァン!の逆襲〜（2020年10月23日公開、イオンエンターテイメント） - 平和（たいらやまと）
- 樹海村（2021年2月5日公開、東映） - 天沢琴音
- 極主夫道 ザ・シネマ（2022年6月3日公開、ソニー・ピクチャーズ エンタテインメント） - 白石園長[84][85]
- 光る校庭（2022年11月19日、とよたいかんぬ映画祭にて公開／2023年12月1日劇場公開、監督・脚本：比嘉一志、自主制作） - 大場理恵[86]
- 零落（2023年3月17日公開、日活 / ハピネットファントム・スタジオ） - 牧浦かりん[87]
- 最終日（公開日未定、監督：千原徹也） - 主演 ※短編映画[88]
- アイスクリームフィーバー（2023年7月14日公開、パルコ） - 高嶋愛[89]
  - I Scream Fever (2023年5月9日 公開）※スピンオフショートフィルム
- ＃ミトヤマネ（2023年8月25日公開、エレファントハウス） - 山城紗智子[90]
- 春画先生（2023年10月13日公開、ハピネットファントム・スタジオ） - 藤村一葉[91]
- MY (K)NIGHT マイ・ナイト（2023年12月1日公開、監督・脚本：中川龍太郎、松竹） - 宮地沙都子[92]
- わたしのかあさん-天使の詩-（2024年3月30日公開、現代ぷろだくしょん） - 河合優子[93]
- 三日月とネコ（2024年5月24日公開、ギグリーボックス） - 主演・戸馳灯（渡邊圭祐、倉科カナとトリプル主演）[94][95]
- 災 劇場版（2026年公開予定、ビターズ・エンド） - 道子[96]

### 吹き替え
- 心の扉（1993年） - サリー・マシューズ（アーシャ・メニーナ）
- ゾンビランド:ダブルタップ（2019年） - マディソン（ゾーイ・ドゥイッチ） [97]

### 劇場アニメ
- ルパン三世 くたばれ!ノストラダムス（1995年、東宝） - ジュリア [98]
- 機関車先生（1997年、東宝） - 丘野洋子
- 風を見た少年（2000年、松竹） - 主演・アモン [99]
- それいけ!アンパンマン いのちの星のドーリィ（2006年） - ドーリィ

### 舞台
- ファミリーミュージカル オズの魔法使い（1998年 - 1999年、新宿コマ劇場） - 主演・ドロシー
  - ファミリーミュージカル 新・オズの魔法使い（2000年、新宿コマ劇場） - 主演・ドロシー
- レ・ミゼラブル（2000年、帝国劇場） - コゼット
- ふたり芝居 四季シリーズ「春」（2001年、近鉄小劇場） - 2人芝居
- オペレッタ モモタロウ（2002年、岡山シンフォニーホール） - 主演・モモタロウ
- 幸せ宅配いたします〜便利屋奮闘記〜（2003年、名鉄ホール）
- 大騒動の小さな家（2004年 - 2005年、新国立劇場）
- 大奥（2007年、2010明治座、中日劇場） - 和宮
- 吉本百年物語「爆発! MANZAIが止まらない」（2013年1月） - 主演・松井由紀子
- 劇団た組
  - 誰にも知られずに死ぬ朝（2019年）
  - もはやしずか（2022年4月、シアタートラム）
  - 綿子はもつれる（2023年5月17日 - 28日、東京芸術劇場） - 主演
- Birdland（2021年、PARCO劇場） - ヒロイン
- ボイラーマン（2024年3月7日 - 20日、本多劇場） - ヒロイン[100]

### テレビ番組
バラエティ
- ことばのプリズム（1988年 - 1989年、TBS）
- パオパオチャンネル（1988年 - 1989年、テレビ朝日） - コーナー司会
- ひらけ!ポンキッキ（1990年 - 1991年、フジテレビ） - へっちゃらロック - 映像でのボーカル
- 6時だ!ETV まんが日本史（1992年、NHK教育） - 研究生
- なるほど!ザ・ワールド（1993年8月31日 - 1996年3月26日） - 海外リポーターとして複数回[要説明]不定期出演
- 笑っていいとも!（2000年4月 - 2001年9月、フジテレビ） - 火曜日レギュラー
- ミーアキャットの世界 シーズン2（2006年10月 - 2008年8月、アニマルプラネット） - ナレーター
- 今田ハウジング（2007年3月 - 2008年3月、日本テレビ） - レギュラー

その他
- 花王ファミリースペシャル（関西テレビ）
  - 小林稔侍 苦節21年!いま男の華ひらく（1992年6月21日）
  - スーパー天才子役たち（1993年10月17日）
  - 安達祐実 イルカが教えてくれたこと（1995年10月22日）
- 第45回NHK紅白歌合戦（1994年12月31日、NHK総合・ラジオ第1） - DREAMS COME TRUEの曲紹介としてゲスト出演
- 『銀河鉄道の夜』の旅-1923宮沢賢治サハリン紀行の謎（1995年、TBS）
- おはなしのくに「雪女」（2017年11月20日、NHK Eテレ） - ナレーター
- 100分de名著（NHK Eテレ、2019年6月度） - 朗読：『アルプスの少女ハイジ（ヨハンナ・シュピリ）』
- 超入門!落語 THE MOVIE「堪忍袋」（2018年3月1日、NHK総合） - 妻
- ザ・ノンフィクション（フジテレビ） - 語り
  - 母の涙と罪と罰（2018年7月15日 / 特別編：BSフジサンデースペシャル、2019年1月27日）
  - その後の母の涙と罪と罰（2019年4月21日）
  - 母の涙と罪と罰2020 前編・後編（2020年10月25日・11月1日）
- SWITCHインタビュー 達人達（2019年11月23日、NHK Eテレ）
- #精子提供 〜妊娠へ それぞれの選択〜（2021年7月10日、フジテレビ） - ナレーター
- 情熱大陸「俳優 安達祐実」（2023年7月2日、毎日放送・TBS系）

### ラジオ番組
- 安達祐実のおしゃまな夜（1992年 - 1993年、TBSラジオ）
  - 祐実をとりまく男たち（1993年 - 1994年、TBSラジオ）
- 安達祐実のBAY MORNING GLORY（2001年10月 - 2005年12月、bayfm）※千葉市広報番組
- 安達祐実のTOKYO UBERSEXUAL LIFE（2006年11月 - 2007年3月、文化放送）
  - 安達祐実のTOKYO UBERSEXUAL LIFE NEXT（2007年4月 - 2007年9月、文化放送）
- 安達祐実のYou&Me（2010年10月 - 2011年3月、ニッポン放送）

ラジオドラマ・朗読
- FMシアター オーディオドラマ「キャパになれなかったカメラマン 〜ベトナム戦争の語り部たち」（2010年9月11日・18日、NHK-FM） - グエン・チ・アンホエ 役[101]
- SOUNDS OF STORY〜ASADA JIRO LIBRARY〜「金の鎖」（2013年8月10日、J-WAVE） - 朗読[102]

### ゲーム
- テレビシリーズ 家なき子 〜すずの選択〜（1995年3月22日発売、バップ、プレイディア用ソフト） - 主演・相沢すず
  - 祐実とトコトンプレイディア（1995年、バンダイ、プレイディア用ソフト）※上記の景品
- 紅忍 血河の舞（2005年、PlayStation 2用ソフト） - 主演・紅 （声の出演）

### CM
- ロッテ「かわりんぼ」
- ツクダアイデアル「くるくるランドリー」
- ハウス食品
  - クリームシチュー星の王子さま（1985年）
  - 白雪姫のホワイトシチュー（1985年）
  - バーモントカレー（1985年）
  - 咖喱工房（1991年 - 1995年 「具が大きい」のセリフがブームに）小林稔侍と共演
  - 麦茶
  - フルーツインゼリー（1994年）
  - ふっくらケーキ屋さん（1995年 - 1996年）
- ライオン
  - クリニカ
  - ソフランS（1986年）
- デビアス「ダイヤモンド コレクション'90」
- 福武書店「進研ゼミ小学講座・中学講座」（1993年 - 1995年 「進研ゼミ!チャチャチャ」のセリフがブームに）
- 殖産住宅「ホーメスト輝」（1993年 - 1995年）
- 雪印乳業（現雪印メグミルク）「ネオソフト」（1986年）
- 紀文「ライトニー」（1988年）
- 花王「ビオレU」（1988年）
- 日本通運「ペリカン便」 （1988年）
- アメリカン・エキスプレス（1989年）
- 松下電器産業「Panasonicブレンビー」（1991年）
- 日本マクドナルド
- ケンタッキー・フライド・チキン
- 東芝
- KDDI（1992年）
- もみじ銀行（1993年 - 1996年）
- KDD（現KDDI）「ファミリートーク」（1994年）
- バンダイ「プレイディア」（1994年 - 1995年）
- レナウン「ensuite」（1994年）
- 近鉄不動産販売「近鉄HOMER」
- ダイハツ工業「アトレー・リバーノ」（1994年 - 1996年）
- サティ（1994年 - 1997年）
- カネボウ「プロテインマイルド」（1994年）
- 森永製菓「ICE GUY」（2000年）
- ベルクラシック（2000年）
- NPO法人 Club Nets（2001年）
- ラウンドワン（2001年）
- 日清食品「麺職人」（2003年）
- 名古屋市交通安全広報
- ミオナ「青汁セサミン」「ナノパックシート一週間トライアル」（2010年 - 2011年）
- サントリー食品インターナショナル「伊右衛門」（2012年）
- 小学館「NOBELU -演-」（2013年） - 波田イズミ 役、声の出演
- 富士フイルム（2018年）
- SMEJ Associated「ラブとポップ 〜大人になっても忘れられない歌がある〜 mixed by DJ和」（2019年）
- アサヒグループ食品「パーフェクトアスタコラーゲン」（2019年）
- フリュー「BELLSiQUE」（2020年） - イメージモデル[103]
- メルカリ コラボCM「 売りなよ、安達さん。」篇（2020年）
- 日本ケロッグ
  - オールブラン「オールブランで、あがれ！腸能力」シリーズ（2020年4月21日 - ）[104]
  - オールブランブランチョコフレーク（2021年）
  - オールブランフルーツミックス（2022年4月）
  - ケロッグ素材まるごとグラノラシリーズ（2022年7月）
- CONNECTIT
  - スマホで年賀状2021（2020年）
  - スマホで年賀状2022（2021年12月）[105]
  - スマホで年賀状2023（2022年12月）
- 産業医クラウド（2020年）
- Sparty MEDULLA（2021年）
- une nana cool（2021年）
- Uber Eats JAPAN「今夜私が頂くのは…」シリーズ（2022年） - 芦田愛菜と共演[106]
- ZOZO「ZOZOKids」（2023年12月 - ）

TVCM以外
- Kiss Tokyo（2019年） - モデル
- サントリー食品「サントリー烏龍茶×安達祐実『濃い40年でしたね』」(2021年)
- ユニクロ「UNIQLO ダウン」（2021年) - モデル
- Marc Jacobs（2021年） - モデル

### PV
- SOPHIA「STRAWBERRY & LION」（2001年9月5日）
- 乙三「空と君のあいだに」（2009年）
- スガシカオ「アイタイ」（2013年）
- 吉澤嘉代子「ミューズ」（2018年）
- 中島美嘉「ノクターン」（2020年）
- レキシ「マイ草履 feat. にゃん北朝時代」（2022年）

### イメージキャラクター・モデル
- 春の火災予防運動'93
- 夏・秋の交通安全市民運動'94（名古屋市）
- 大気汚染防止推進月間'94
- 薬物乱用防止運動（ダメ。ゼッタイ。）キャンペーンガール（3代目）
- SMEJ Associated「ラブとポップ 〜大人になっても忘れられない歌がある〜mixed by DJ和」（2019年、CDジャケット）

### その他コンテンツ
- ガラスの仮面 名台詞カルタ付録CD（2012年） - 北島マヤ 役

## ディスコグラフィー

### シングル

#### ソロシングル
| #                          | 発売日                     | タイトル                                | c/w                        | 規格                       | 規格品番                   |
| ビクターエンタテインメント | ビクターエンタテインメント | ビクターエンタテインメント              | ビクターエンタテインメント | ビクターエンタテインメント | ビクターエンタテインメント |
| -------------------------- | -------------------------- | --------------------------------------- | -------------------------- | -------------------------- | -------------------------- |
| 1st                        | 1993年6月23日              | GOOD NIGHT/REX 恐竜物語                 |                            | 8cmCD                      | VIDL-10361                 |
| 2nd                        | 1993年11月3日              | 元気だしてBOYS & GIRLS                  | 天使をください             | 8cmCD                      | VIDL-10361                 |
| 3rd                        | 1994年2月23日              | どーした!安達                           | あしたになったら           | 8cmCD                      | VIDL-10488                 |
| 4th                        | 1995年5月24日              | 風の中のダンス                          | 誓いのブリッジ             | 8cmCD                      | VIDL-10657                 |
| 5th                        | 1995年12月1日              | 逃げたいときは/おじいちゃんはマメなのだ |                            | 8cmCD                      | VIDL-10710                 |
| 6th                        | 1997年7月21日              | ボクってまんまる                        | ヒトコト                   | 8cmCD                      | VIDL-30049                 |
| 7th                        | 1998年4月1日               | 涙くんさよなら                          | 未来の花                   | 8cmCD                      | VIDL-30197                 |

#### デュエットシングル
| 名義                              | 発売日                     | タイトル                   | c/w                        | 規格                       | 規格品番                   |
| ビクターエンタテインメント        | ビクターエンタテインメント | ビクターエンタテインメント | ビクターエンタテインメント | ビクターエンタテインメント | ビクターエンタテインメント |
| --------------------------------- | -------------------------- | -------------------------- | -------------------------- | -------------------------- | -------------------------- |
| ふれみんぐ（安達祐実 & 高橋部長） | 1993年8月21日              | パパと祐実の“考え中”       | 平教委の人々               | 8cmCD                      | VIDL-10382                 |

### アルバム

#### オリジナルアルバム
|                            | 発売日                     | タイトル                   | 規格                       | 規格品番                   |                            |
| ビクターエンタテインメント | ビクターエンタテインメント | ビクターエンタテインメント | ビクターエンタテインメント | ビクターエンタテインメント | ビクターエンタテインメント |
| -------------------------- | -------------------------- | -------------------------- | -------------------------- | -------------------------- | -------------------------- |
| 1st                        | 1994年3月3日               | ラブピース                 | CD                         | VICL-8101                  |                            |
| 2nd                        | 1995年12月16日             | BiG                        | CD                         | VICL-716                   |                            |
| 3rd                        | 1996年12月18日             | Viva!AMERICA               | CD                         | VICL-851                   |                            |
| 4th                        | 1997年9月22日              | I Have a Dream             | CD                         | VICL-60118                 |                            |

#### ベストアルバム
|                            | 発売日                     | タイトル                   | 規格                       | 規格品番                   |                            |
| ビクターエンタテインメント | ビクターエンタテインメント | ビクターエンタテインメント | ビクターエンタテインメント | ビクターエンタテインメント | ビクターエンタテインメント |
| -------------------------- | -------------------------- | -------------------------- | -------------------------- | -------------------------- | -------------------------- |
| 1st                        | 2010年8月18日              | ゴールデン☆ベスト 安達祐実 | CD                         | VICL-63650                 |                            |

### ビデオクリップ
|                            | 発売日                     | タイトル                   | 規格                       | 規格品番                   |                            |
| ビクターエンタテインメント | ビクターエンタテインメント | ビクターエンタテインメント | ビクターエンタテインメント | ビクターエンタテインメント | ビクターエンタテインメント |
| -------------------------- | -------------------------- | -------------------------- | -------------------------- | -------------------------- | -------------------------- |
| 1st                        | 1994年3月24日              | モァ ラブピース            | VHS                        | VIVL-116                   |                            |
| 1st                        | 2008年11月19日             | モァ ラブピース            | DVD                        | VIBL-438                   |                            |
| 2nd                        | 1995年7月21日              | 風の中のダンス             | VHS                        | VIVL-152                   |                            |
| 3rd                        | 1997年9月22日              | Travelling Dreamer         | VHS                        | VIVL-205                   |                            |
| 3rd                        | 2008年11月19日             | Travelling Dreamer         | DVD                        | VIBL-439                   |                            |

### 配信限定
- いばらのみち(紅子version) / 紅子 starring 安達祐実（2010年5月26日）

### タイアップ
| 曲名                        | タイアップ                                                      | 収録作品                                            |
| --------------------------- | --------------------------------------------------------------- | --------------------------------------------------- |
| GOOD NIGHT                  | 映画『REX 恐竜物語』イメージソング                              | シングル「GOOD NIGHT/REX 恐竜物語」                 |
| REX 恐竜物語                | 映画『REX 恐竜物語』挿入歌                                      | シングル「GOOD NIGHT/REX 恐竜物語」                 |
| REX 恐竜物語                | ハウス『咖喱工房』CFソング                                      | シングル「GOOD NIGHT/REX 恐竜物語」                 |
| パパと祐実の“考え中”        | フジテレビ系 『たけし・逸見の平成教育委員会』エンディングテーマ | デュエットシングル「パパと祐実の“考え中”」          |
| 元気だしてBOYS & GIRLS      | テレビ朝日系月曜ドラマ・イン『愛してるよ!』挿入歌               | シングル「元気だしてBOYS & GIRLS」                  |
| どーした!安達               | 福武書店「進研ゼミ小学講座」CMソング                            | シングル「どーした!安達」                           |
| 風の中のダンス              | 日本テレビ系ドラマ 『家なき子2』挿入歌                          | シングル「風の中のダンス」                          |
| 逃げたいときは              | フジテレビ系『ポンキッキーズ』メロディ                          | シングル「逃げたいときは/おじいちゃんはマメなのだ」 |
| おじいちゃんはマメなのだ    | ドリームソングコンテスト大賞受賞曲                              | シングル「逃げたいときは/おじいちゃんはマメなのだ」 |
| ボクってまんまる            | テレビ朝日系アニメ『忍ペンまん丸』オープニングテーマ            | シングル「ボクってまんまる」                        |
| 涙くんさよなら              | TBS系ドラマ『天までとどけ7』主題歌                              | シングル「涙くんさよなら」                          |
| 涙くんさよなら              | TBS系ドラマ『天までとどけ8』主題歌                              | シングル「涙くんさよなら」                          |
| 未来の花                    | 全国珠算教育団体連合会 イメージソング                           | シングル「涙くんさよなら」                          |
| いばらのみち（紅子version） | 東海テレビ・フジテレビ系列ドラマ「娼婦と淑女」主題歌            | 配信「いばらのみち（紅子version）」                 |

## 作品

### 写真集
- Fee a 11ans（1993年7月1日、角川書店、撮影：安井進）ISBN 978-4048511056
- 安達祐実のスケッチ･ブック「かぼちゃのダンス」（1994年10月10日、ワニブックス）ISBN 978-4847023767 ※画文集
- 17歳（1999年2月27日、集英社、撮影：橋本雅司）ISBN 978-4087802931
- 月刊 安達祐実 (SHINCHO MOOK) （2000年11月15日、新潮社、撮影：斎門富士男）ISBN 978-4107900784
- passage 20歳（2001年9月11日、集英社、撮影：熊谷貫）ISBN 978-4087803341
- Day Dream（2002年7月20日、音楽専科社、撮影：武藤義、P.S.Park、尾形正茂、吉田裕之、秋田大輔、蜷川実花）ISBN 978-4872791051
- 月刊 安達祐実 special (SHINCHO MOOK)（2002年12月7日、新潮社、撮影：藤代冥砂）ISBN 978-4107901095
- PREGO（2003年9月13日、音楽専科社、撮影：松田忠雄）ISBN 978-4872791389
- ADACHIX（2004年9月23日、音楽専科社、撮影：go relax E more）ISBN 978-4872791648
- 私生活（2013年9月2日、集英社、撮影：桑島智輝）ISBN 978-4087806922
- 続･私生活（2013年9月9日、集英社、撮影：桑島智輝）※電子(Kindle)版配信写真集
- 映画 花宵道中 公式ビジュアルブック「秘花」（2014年9月22日、集英社）ISBN 978-4087807363
- 安達祐実パーソナルマガジン home（2017年11月28日、カエルム）ISBN 978-4908024160
- 我我（2019年9月27日、青幻舎、撮影：桑島智輝）ISBN 978-4861527562
- Yumi Adachi A to Z（2019年4月12日、双葉社）ISBN 978-4575314441
- 我旅我行 GA RYO GA KO（2020年9月27日、青幻舎、撮影 桑島智輝）ISBN 978-4861528156

### DVD
- 楽園の魚 -first present file-（2001年10月17日発売、ポニーキャニオン）VHS/DVD
  - あしたのちはれ。 -present file next-（2001年11月21日発売、ポニーキャニオン）VHS/DVD
- digi+Kishin DVD（安達祐実）（2002年10月16日発売、小学館）DVD
- 風はきんいろ -Yumi in Sicilia Vol.1-（2003年9月20日発売、ラインコミュニケーション）DVD
  - Gravitation -Yumi in Sicilia Vol.2-（2003年10月20日発売、ラインコミュニケーション）DVD
  - Special DVD-BOX（2004年4月20日発売、ラインコミュニケーション）DVD3枚組（風はきんいろ / Gravitation／未公開映像DVD）
- 遊女A -映画花宵道中より-（2014年10月10日発売、東映）

### その他
- DISH// 『猫と我我』（桑島智輝・安達祐実 写真集「我我」×DISH//「猫」コラボレーションムービー）